# Altlutheraner
Altlutheraner bzw. altlutherisch ist eine Sammelbezeichnung für bestimmte lutherische Kirchen. Konfessionskundlich werden sie zu den altkonfessionellen Kirchen gerechnet.

## Entwicklung
Sowohl das Phänomen selbst als auch der Begriff kamen im Zusammenhang mit den Widerständen gegen die Unionen zwischen lutherischen und reformierten Gemeinden auf, die ab 1817 in verschiedenen deutschen Bundesstaaten erfolgten. Parallel dazu hatte sich die Bewegung des Neuluthertums gebildet, das gegen die rationalistischen Tendenzen in der evangelischen Theologie die strikte Geltung der Bekenntnisschriften des 16. Jahrhunderts durchsetzen wollte. 1830 gründete sich in Breslau die Evangelisch-Lutherische Kirche in Preußen, die sich bald auch in andere Provinzen ausbreitete und 1845 als Evangelisch-lutherische (altlutherische) Kirche staatliche Anerkennung erhielt. Die Bezeichnung „altlutherisch“ war zunächst eine polemische Bezeichnung der Gegner und wurde erst 1955 zum offiziellen Namensbestandteil. Nach ihrem eigenen Selbstverständnis repräsentierten die „Altlutheraner“ die eigentliche lutherische Kirche, die ansonsten durch die Unionsbewegung zerstört worden sei.
Zu den altlutherischen Kirchen, deren Gründung auf den Widerstand gegen die Unionen in ihren Territorien zurückgeht, gehören auch die Evangelisch-Lutherische Kirche in Baden, die Renitente Kirche ungeänderter Augsburgischer Konfession in Hessen und die Selbständige Evangelisch-Lutherische Kirche in Hessen. Weitere Kirchen ähnlichen Typs bildeten sich im letzten Drittel des 19. Jahrhunderts im Widerstand gegen liberale Tendenzen in lutherischen Landeskirchen; so die Evangelisch-Lutherische Freikirche (in der die Altlutherische Dreieinigkeitsgemeinde Chemnitz als einzige Kirchengemeinde „altlutherisch“ in ihrem Namen trägt), die Hannoversche evangelisch-lutherische Freikirche und die Hermannsburg-Hamburger Freikirche. Die meisten dieser Kirchen sind in Deutschland seit 1972 zur Selbständigen Evangelisch-Lutherischen Kirche zusammengeschlossen.
Auch in den skandinavischen Ländern bildeten sich im 19. Jahrhundert altlutherische Kirchen in Opposition zu den Staatskirchen, so die Evangelisk-lutherske frikirke i Danmark (1855) und die Evangelisk Lutherske Frikirke in Norwegen (1877); später auch im Widerstand gegen die Ordination von Frauen, so die Schwedische Missionsprovinz (2003), die Suomen evankelisluterilainen lähetyshiippakunta und das Evangelisk-lutherske stift i Norge (beide 2013). Altlutherische Kirchen, die durch Emigration aus Deutschland entstanden, sind die Lutheran Church – Missouri Synod und die Evangelisch-Lutherische Wisconsin-Synode in den USA, die Lutherische Kirche – Kanada, die Lutherische Kirche Australiens und die Freie Evangelisch-Lutherische Synode in Südafrika. Fast alle dieser Kirchen gehören nicht zum eher liberal geprägten Lutherischen Weltbund, sondern zum Internationalen Lutherischen Rat oder zur Konfessionellen Evangelisch-Lutherischen Konferenz.